# Provincia di Lampang
La provincia di Lampang si trova in Thailandia, nel gruppo regionale della Thailandia del Nord. Si estende per 12.534 km², ha 760.851 abitanti ed il capoluogo è il distretto di Mueang Lampang. La città principale è Lampang.

## Geografia antropica

### Suddivisioni amministrative

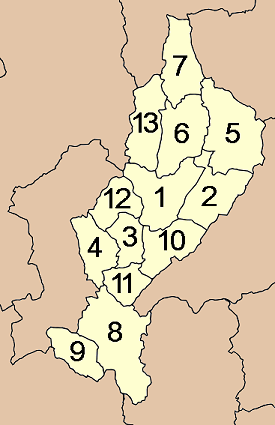
Mappa degli Amphoe

La provincia è suddivisa in 13 distretti (amphoe). Questi a loro volta sono suddivisi in 100 sottodistretti (tambon) e 855 villaggi (muban).
| 1. Mueang Lampang 2. Mae Mo 3. Ko Kha 4. Soem Ngam 5. Ngao 6. Chae Hom 7. Wang Nuea | 1. Thoen 2. Mae Phrik 3. Mae Tha 4. Sop Prap 5. Hang Chat 6. Mueang Pan |